# Геза Радваньї
Геза Радваньї (угор. Radványi Géza; 26 вересня 1907, Кошиці, Австро-Угорщина — 27 листопада, 1986, Будапешт, Угорщина) — угорський режисер, продюсер та письменник.

## Біографія
Народився як Геза Гросшмід, але взяв прізвище бабусі свого батька — Радваньї. Його братом був письменник Шандор Мараї. Спочатку Геза працював журналістом, але 1941 року змінив галузь на кінематограф. Прагнув конкурувати з голівудськими фільмами.
В кінці 1940-х років зняв два фільми «Десь у Європі» та «Жінки без імен» — неореалістичні драми на військову тематику. Під час 1950-х змінив тематику та зняв «Дивне бажання пана Барда» з Мішелем Симоном та Женев'є Паж у головних ролях, а також «Дівчата в уніформі» з Ліллі Палмер, Марте Меркадьє та молодою зіркою Ромі Шнайдер. Тоді ж вийшли його фільми «Douze heures d'horloge» — трилер з Ліно Вентурою та Лораном Терзієффом та комедія «Ангел на землі» з Ромі Шнайдер та Анрі Відалем. 
В 60-х роках він став амбітнішим та вирішив знімати широкоформатне кіно, не досягнувши щоправда успіху.
1970 року написав сценарій до фільму «Людина-оркестр», режисером якого був Серж Корбер, а в головній ролі знявся Луї де Фюнес. 
Останнім його фільмом стала скромна робота під назвою «Circus Maximus». Фільм вийшов в Угорищині 1980 року.

## Вибрана фільмографія
- «Сараєво» (1940)
- «Десь у Європі» (1947)
- «Жінки без імен» (1950)
- «Дивне бажання пана Барда» (1953)
- «Mädchen ohne Grenzen» (1955)
- «Інгрід, історія фотомоделі» (1955)
- «Das Schloß in Tirol» (1957)
- «Лікар з Сталінграду» (1958)
- «Дівчата в уніформі» (1958)
- «Douze heures d'horloge» (1959)
- «Єдиний ангел на землі» (1959)
- «Und sowas nennt sich Leben» (1961)
- «Das Riesenrad» (1961)
- «Diesmal muß es Kaviar sein» (1961)
- «Onkel Toms Hütte» (1965)
- «Der Kongreß amüsiert sich» (1966)
- «Circus Maximus» (1980)